# Ivan Calin
Ivan Calin (russisch Иван Петрович Калин/Iwan Petrowitsch Kalin) (* 10. März 1935 in Plopi, Rajon Rîbnița; † 2. Januar 2012 in Chișinău) war ein Politiker der Kommunistischen Partei der Sowjetunion (KPdSU) in der Moldauischen SSR sowie der Partidul Comuniștilor din Republica Moldova (PCRM) in der Republik Moldau.

## Leben

### Berufliche und politische Laufbahn in der Moldauischen SSR
Nach dem Schulbesuch trat Calin 1953 in die Rote Armee ein und wurde 1955 Mitglied der KPdSU. Nach einem Studium der Agrarwissenschaften am Agronomischen Institut Michail Wassiljewitsch Frunse in Chișinău wurde er 1960 Agronom sowie Vizepräsident und Parteisekretär für Organisation der Kolchose Viața Nouă, ehe er 1963 Instrukteur der Organisationsabteilung des Zentralkomitees (ZK) der Moldauischen KP wurde. 1965 erfolgte seine Ernennung zum Ersten Sekretär der KP im Rajon Călărași und behielt diese Funktion bis 1971, wobei er zwischen 1967 und 1969 ein Studium an der Parteihochschule der KPdSU in Moskau absolvierte.
Nachdem er zwischen 1971 und 1976 Leiter der Abteilung für Landwirtschaft des ZK war, wurde er 1976 Sekretär des ZK und gehörte damit der obersten Parteihierarchie in der KP der Moldauischen SSR an. Des Weiteren war er mehrere Jahre Mitglied des ZK der Moldauischen KP sowie zwischen 1967 und 1990 Deputierter des Obersten Sowjet der Moldauischen SSR.
Am 10. April 1980 erfolgte seine Wahl als Nachfolger von Chiril Iliașenco zum Vorsitzenden des Präsidiums des Obersten Sowjet der Moldauischen SSR und damit de facto zum Staatspräsidenten dieser Unionsrepublik. Zugleich war er zwischen 1981 und 1990 Mitglied des ZK der KPdSU sowie von 1980 bis 1992 Deputierter des Obersten Sowjet der Sowjetunion.
Als Nachfolger von Ion Ustian wurde er schließlich am 24. Dezember 1985 als Vorsitzender des Ministerrates Ministerpräsident der Moldauischen SSR und bekleidete dieses Amt bis zu seiner Ablösung am 10. Januar 1990 durch Petru Pascari, der dieses Amt bereits von 1970 bis 1976 innehatte.
Für seine Verdienste in der Moldauischen SSR und der UdSSR wurde er mit dem Leninorden, dem Orden der Oktoberrevolution sowie dem Orden des Roten Banners der Arbeit geehrt.

### Politische Laufbahn in der Republik Moldau
Zum Ende der Sowjetunion war er im April 1990 Absolvent der Diplomatenakademie in Moskau und danach bis 1995 Botschaftsrat an der Botschaft in Rumänien.
Im Anschluss engagierte er sich in der Politik der am 27. August 1991 gegründeten Republik Moldau und wurde als Kandidat der PCMR bei den Wahlen am 22. März 1998 erstmals als Abgeordneter in das Parlament der Republik Moldau gewählt, dem er bis 2010 angehörte. Zugleich war er zwischen Juni 1998 und Januar 2000 Ersatzmitglied in der Parlamentarischen Versammlung des Europarates. Für seine politischen Verdienste wurde er am 10. März 2005 von Staatspräsident Vladimir Voronin mit dem Ordinul Republicii ausgezeichnet.
Als Nachfolger von Marian Lupu war er zwischen dem 5. Mai und dem 12. Mai 2009 für eine Woche Präsident des Parlaments. Nach der Parlamentswahl vom 29. Juli 2009 wurde Calin, der auch Mitglied des ZK der PCMR war, Alterspräsident der konstituierenden Sitzung des Parlaments am 28. August 2009.
Dabei wurde ein scharfer Gegensatz zwischen den Kommunisten (PCRM) und den restlichen im Parlament vertretenen Parteien deutlich. So konnte man sich zunächst nicht auf eine Tagesordnung einigen. Die Kommunisten beantragten eine mehrtägige Unterbrechung der Sitzung. In seiner Funktion als Alterspräsident erklärte er daraufhin die Vertagung der Sitzung auf den 4. September. Die Abgeordneten der PCRM verließen so den Saal. Die übrigen Abgeordneten setzten jedoch die Sitzung fort und wählten den Parteichef der Partidul Liberal, Mihai Ghimpu, zum neuen Parlamentspräsidenten. Die Kommunisten protestierten scharf gegen das von ihnen als Rechtsbruch angesehene Vorgehen der übrigen Parteien.